# Gunship

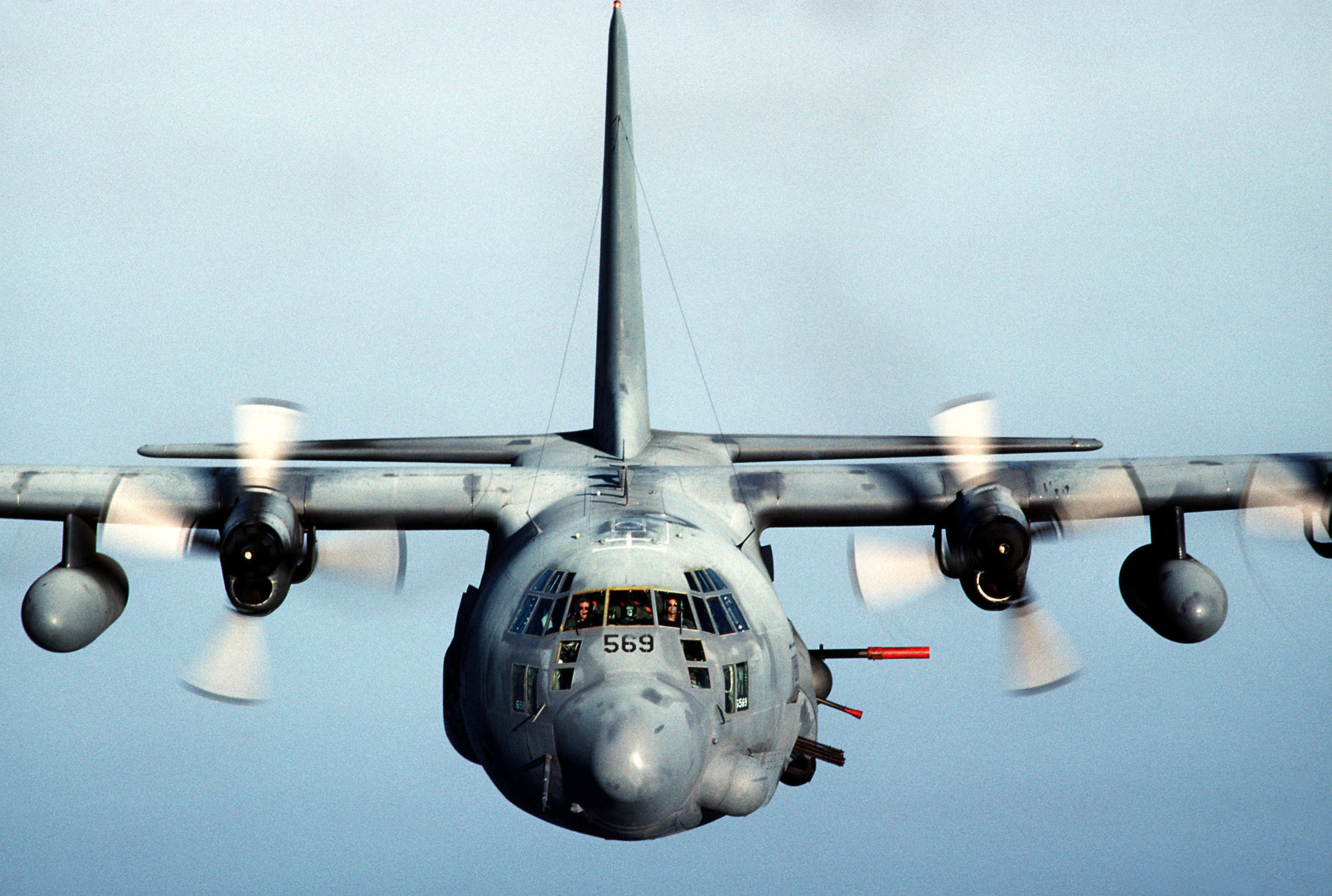
AC-130H Spectre Gunship

Gunship (englisch für „Kanonenboot“) bezeichnet speziell für die Erdkampf- oder Luftnahunterstützung ausgerüstete Flugzeuge und Hubschrauber. Sie unterscheiden sich in ihrer Bewaffnungsanordnung und Taktik von Erdkampfflugzeugen.
In der Marine war die Bezeichnung gunship seit Mitte des 18. Jahrhunderts als Synonym für gunboat geläufig (deutsch Kanonenboot).

## Geschichte
Die US-amerikanische Firma Larsen (Lizenznehmer von Junkers) baute 1922 die Junkers F 13 zum ersten Gunship JL-12" aus, welche mit (Angaben variieren) bis zu 28-30 Thompson-Maschinenpistolen im Passagierraum ausgestattet war. Die Waffen waren nicht wie bei einem Jagdflugzeug nach vorne gerichtet, sondern feuerten nach schräg unten. Dadurch konnte die überflogene Fläche nach dem Gießkannen-Prinzip mit einem Geschosshagel überzogen werden.
Die Idee einer überschweren Bewaffnung von Luftfahrzeugen war also auch in den 1960er Jahren nicht  neu; so gab es beispielsweise die North American B-25, die Henschel Hs 129 mit einer 7,5-cm-Kanone und die Ju-87 G mit zwei 3,7-cm-Bordkanonen als Sonderkonstruktion bereits im Zweiten Weltkrieg. Neu war bei den Gunships jedoch die Bewaffnung in seitlicher Ausrichtung und die Verwendung von Transportflugzeugen zur Luftnahunterstützung und Abriegelung aus der Luft bei Nacht.
Als „Erfinder“ der Gunship-Idee gelten Ralph Flexman, der stellvertretende Chefingenieur bei Bell Aerosystems und Major in der Air Force Reserve, sowie Gilmour C. MacDonald, ein Erfinder, der bereits im Zweiten Weltkrieg die grundlegende Taktik für den Einsatz von Flugzeugen bei der U-Boot-Bekämpfung vorgeschlagen hatte. Nach anderen Quellen wurde die Idee bereits im Jahr 1926 dem United States Army Air Corps (USAAC) vorgeschlagen. Der Zweite Weltkrieg war jedoch beendet, bevor das Konzept hätte im Einsatz erprobt werden können.
Bei einem zufälligen Treffen von Flexman und MacDonald auf der Eglin AFB Anfang der 1960er Jahre wurde die Idee jedoch neu belebt. Flexman hatte von einer Methode gelesen, wie Buschpiloten in Südamerika die Post zustellen. Hierbei fliegt der Pilot eine Kurve über einer Lichtung und lässt dabei an einem Seil einen zusätzlich beschwerten Postbeutel zu Boden. Wird ein exakter Kreis (pylon turn) geflogen, bleibt der Beutel an einer Stelle liegen, und eine Person am Boden kann die Post entnehmen und neue in den Beutel einlegen.
Flexman schloss, dass es nach diesem Prinzip auch für ein Flugzeug möglich sein müsste, mit einer Bewaffnung in den Seitenfenstern den Beschuss dauerhaft auf eine Stelle am Boden zu konzentrieren. Der dringende Bedarf an neuen COIN-Waffensystemen zu dieser Zeit führte zu ersten praktischen Umsetzungsversuchen. Das erste Gunship war eine umgebaute Convair C-131, mit der im August 1964 erfolgreiche Tests über dem Golf von Mexiko durchgeführt wurden.
Bei der weiteren praktischen Umsetzung und der Entwicklung zur Einsatzreife in Vietnam spielte der USAF-Captain Ronald W. Terry eine wichtige Rolle.

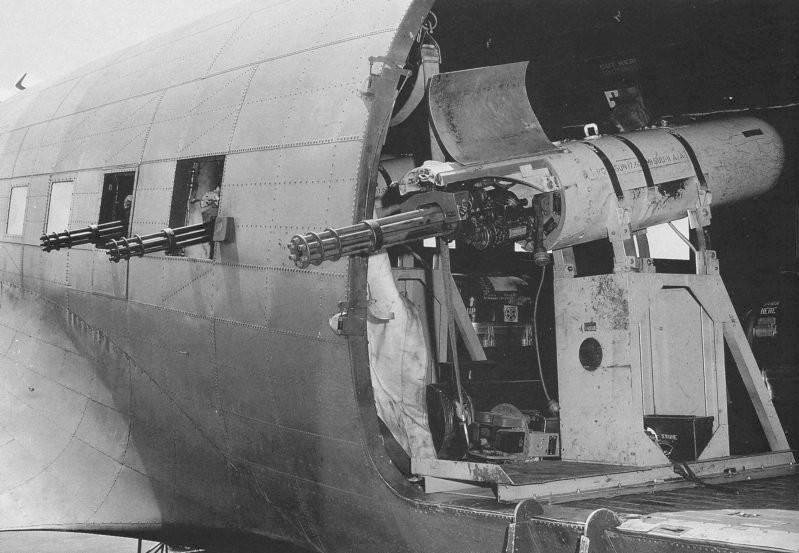
AC-47D Spooky, circa 1968

Im Vietnamkrieg wurden die bewährten Douglas DC-3 mit acht oder zehn M-2-Maschinengewehren ausgestattet und eine Zieleinrichtung für den Piloten installiert. Die so ausgerüsteten Muster hießen zuerst FC-47 („Fighter/Cargo“); später wurden die zehn einzelnen MGs durch drei 7,62-mm-Miniguns ersetzt und das Muster in AC-47 („Attack/Cargo“) umbenannt; der erste Einsatz erfolgte am 15. Dezember 1964. Später wurden die größeren Fairchild AC-119 und Lockheed AC-130 als Gunships eingesetzt, mit weiter verstärkter Bewaffnung, darunter auch einer 105-mm-Haubitze. Zudem wurde die Zieleinrichtung kontinuierlich verbessert. Die AC-130 wird bis heute (2018) bei der SOCOM im Air Force Special Operations Command (AFSOC) eingesetzt. Leonardo entwickelte eine Version der Alenia C-27 als AC-27J „Stinger II“ für das AFSOC. Da aus Spargründen alle C-27J eingemottet wurden, wurde auch das AC-27J-Programm gestrichen.
Während des Vietnamkriegs wurden mit Mehrfach-Raketenwerfern und Maschinenkanonen bewaffnete UH-1-Helikopter zur Unterstützung von Infanterieeinheiten eingesetzt. Auch schwere CH-47 wurden versuchsweise als Unterstützungshubschrauber eingesetzt. Speziell dafür ausgerüstete Militärhubschrauber oder Kampfhubschrauber wie der Boeing AH-64 Apache werden ebenfalls als Gunships bezeichnet.

## Beispiele

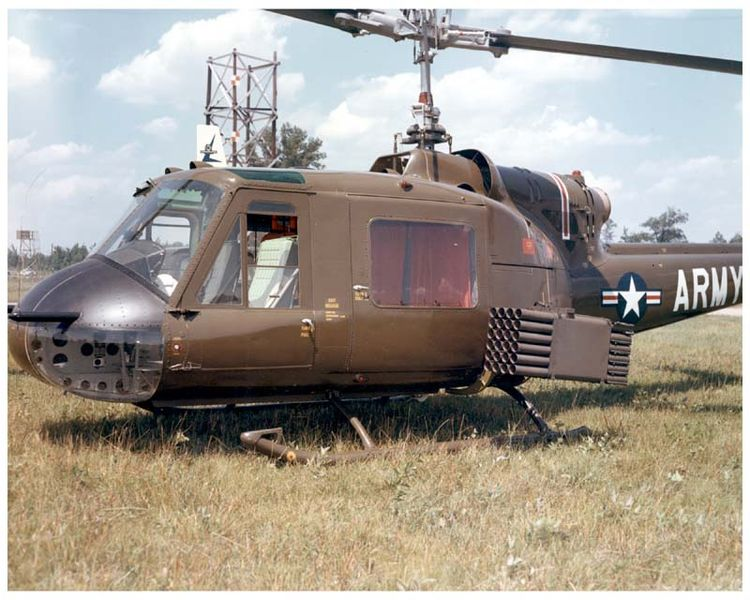
UH-1B Aerial Rocket Artillery

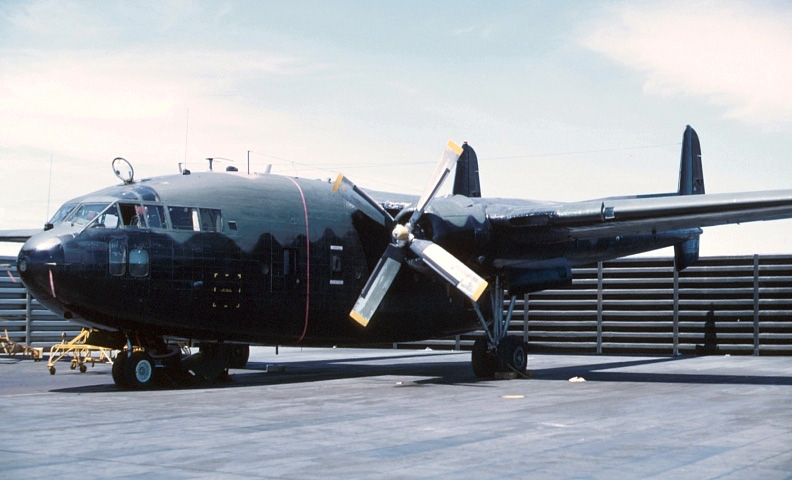
Fairchild AC-119 der USAF

### Flugzeuge
- Douglas AC-47 Spooky
- Fairchild AC-119 Shadow und Stinger
- Fairchild AU-23A Peacemaker
- Fairchild NC-123K Black Spot
- Helio AU-24A Stallion
- Lockheed AC-130H Spectre Gunship
- Lockheed AP-2H Neptune
- Martin B-57G

### Hubschrauber
- Bell AH-1 Cobra
- Bell UH-1B/C/D/N/Y Gunship
- Boeing ACH-47 guns-a-gogo
- Boeing AH-64 Apache
- Mil Mi-24 Hind
- Mil Mi-28 Havoc